# Damir Miranda
Damir Miranda Mercado (ur. 26 października 1985 w Santa Cruz) – boliwijski piłkarz występujący na pozycji pomocnika w boliwijskim klubie Bolívar oraz w reprezentacji Boliwii. Znalazł się w kadrze na Copa América 2015.